# Geodena melusine
Geodena melusine är en fjärilsart som beskrevs av Embrik Strand 1909. Geodena melusine ingår i släktet Geodena och familjen mätare. Inga underarter finns listade i Catalogue of Life.